# Capela de Nossa Senhora do Livramento (Ponta do Sol)
A Capela de Nossa Senhora do Livramento situa-se no sítio do Livramento da freguesia da Ponta do Sol, Região Autónoma da Madeira. Foi construída no século XVII e reformulada no século XIX. O seu estilo é maneirista e revivalista.
A capela foi mandada construir por Diogo Ferreira Mesquita e sua mulher D. Isabel Menezes, no ano de 1656.
Durante o passar dos anos esta capela passou por várias mãos, e devido a sua grande influencia de fiéis levou a existência de vários desacatos entre os proprietários e os bispos, acabado por muitas vezes a capela ficar interdita a actividade sagrada. Mais tarde, a fábrica da Igreja Paroquial comprou esta dita capela, e as coisas foram começando a voltar ao normal.
Iniciou-se a comemoração das festas, iniciando o arraial com romaria no segundo domingo de Outubro, uma festa que renuía uma multidão de pessoas vindas de todas as partes da ilha da Madeira, nomeadamente os romeiros que vinham na sua peregrinação para com a Nossa Senhora do Livramento.

## História

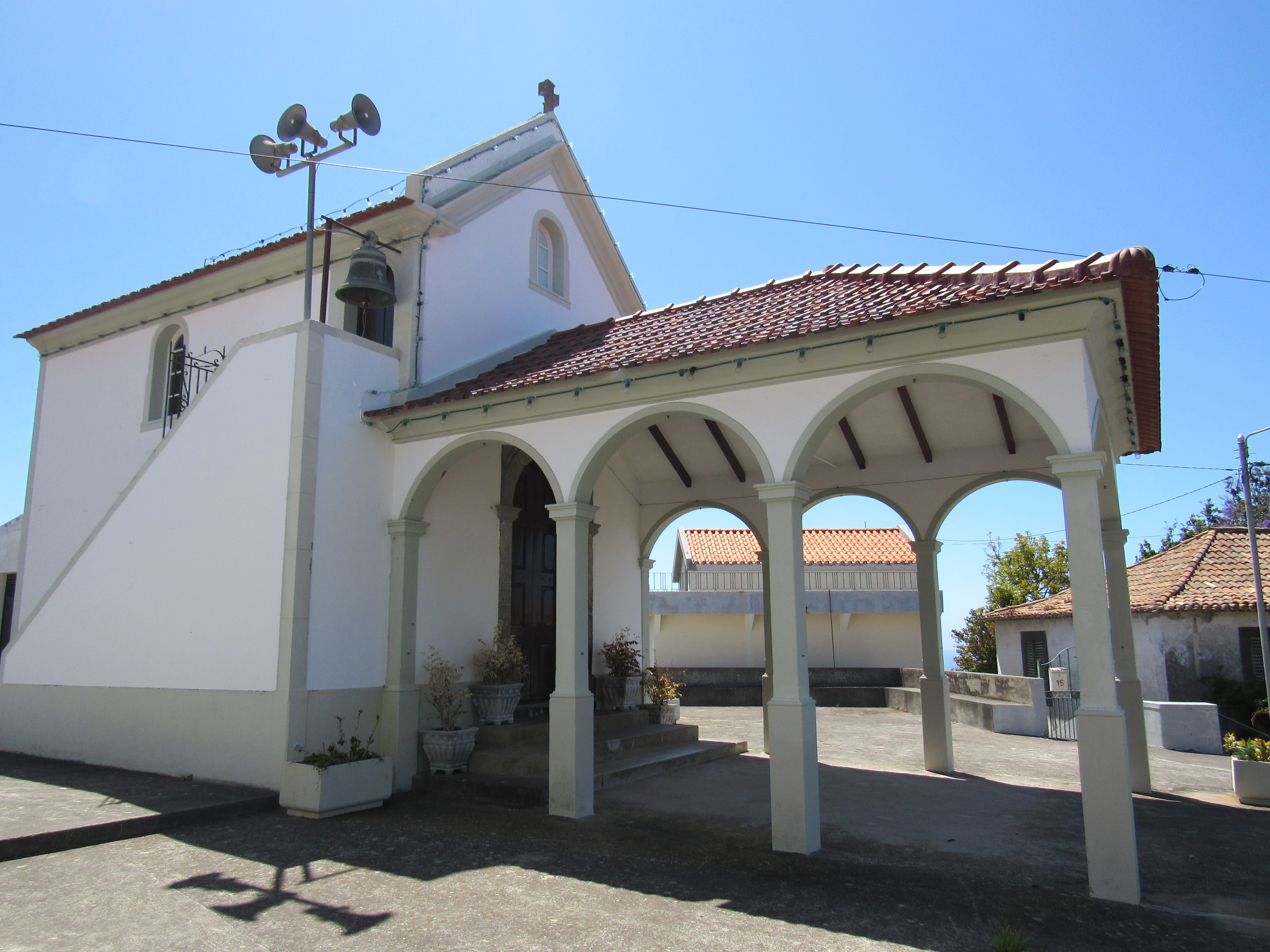
Capela de Nossa Senhora do Livramento - Ponta do Sol

Esta capela situa-se no «sítio do da Freguesia da Ponta do Sol, é uma capela dedicada a Nossa Senhora do mesmo nome e mandada construir por Diogo Ferreira Mesquita e a sua mulher D. Isabel Menezes, no ano de 1656, sede de um morgadio por eles instituído, sendo descendestes do fidalgo alemão, Adriano Spranger, que por ali possuía terras sesmaria»(Caetano, s.d.).
Com o passar do tempo esta capela passou a ser propriedade da família Mesquita Spranger, em que o último morgado foi António Joaquim da Câmara Mesquita Spranger. A propriedade entrou nesta família quando se publicou uma notícia no dia 29 de Agosto de 1909, conhecida por A Sentinela, que dava conta da venda da capela por um preço base de 500 000 réis. Esta capela estava a venda devido aos herdeiros não se compreenderem na importância presenteada por D. Emília Carlota Mesquita Spranger, terminando por ser leiloada pela mesma.
Com o transpor dos anos, existi-o discórdias entre os proprietários da capela e os bispos, acabado por esta ser encerrada ao culto.
A Capela de Nossa Senhora do Livramento possuí de «uma sacristia, uma tribuna, que serve de coro para os cantores e um alpendre, junto ao frontispício» (Caetano, s.d.).         

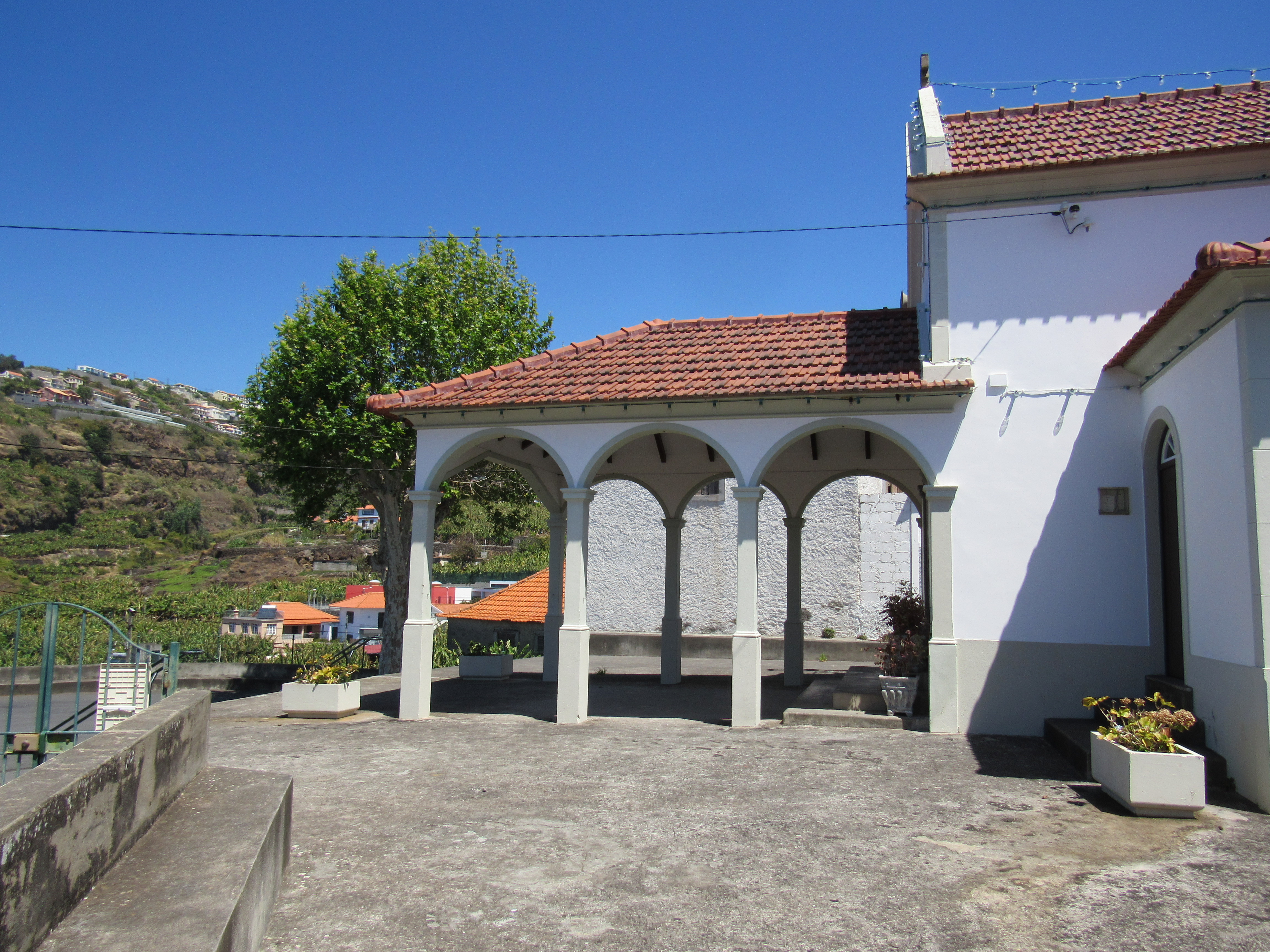
Parte Lateral da Capela de Nossa Senhora do Livramento

No altar verificamos «um retábulo que contém a figura da virgem, pairando no ar, com o Menino nos braços, rodeada de anjos, olhando para baixo, onde há um ergástulo, com dois cativos em cadeias de ferro, prostrados em oração». (Caetano, s.d.).
Na sacristia podemos encontrar um retábulo que exibe um dramatizo da existência de São Francisco Xavier. «O santo missionário está numa praia, de joelhos, em oração. Um caranguejo corre para ele, trazendo-lhe, agarrado nas tenazes, um crucifixo, que havia perdido» (Caetano, s.d.). 

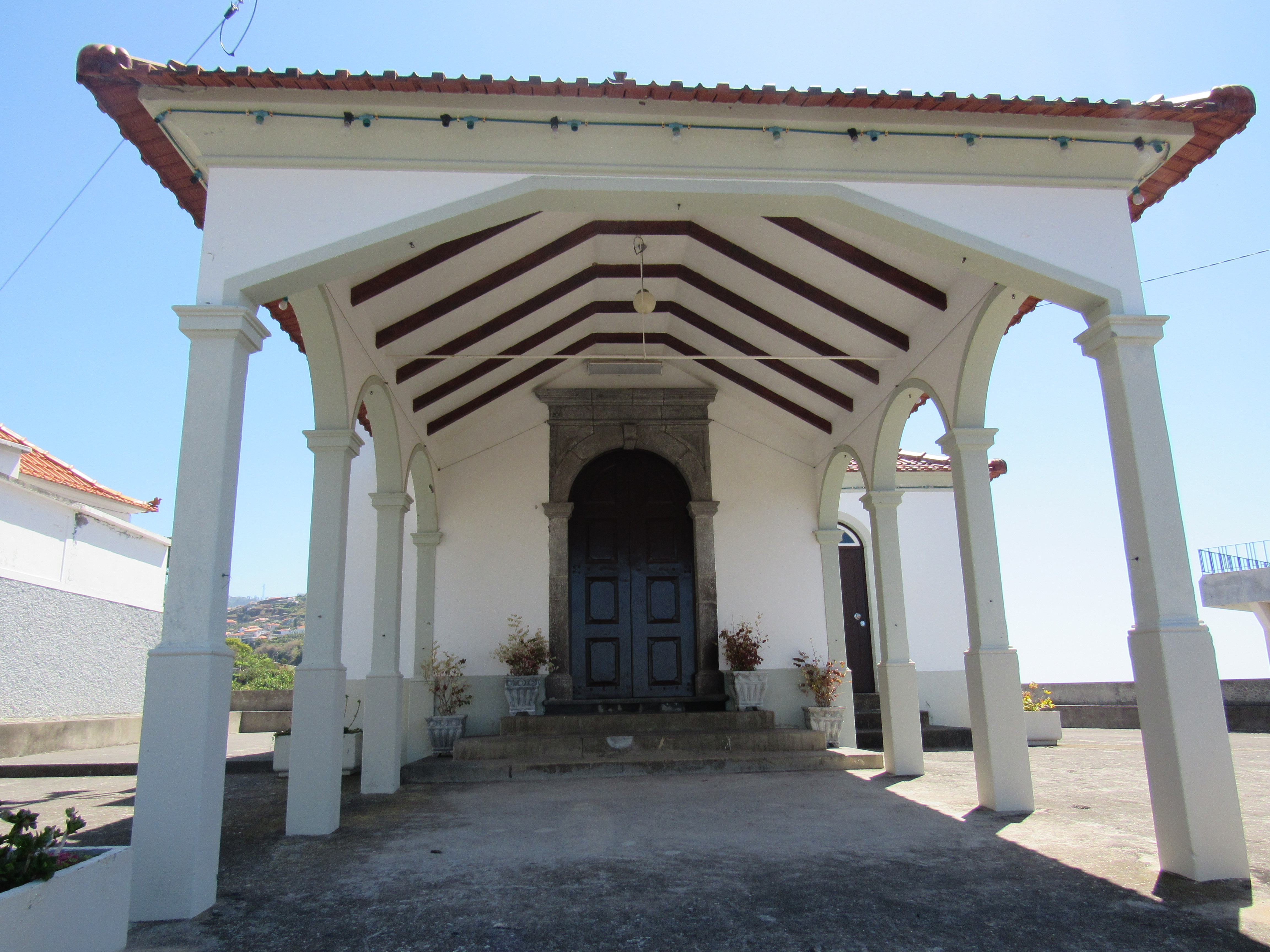
Alpendre da Capela de Nossa Senhora do Livramento

Repetia-se os velhos exageros que aborreceram a domínio eclesiástica, forçando a impedir as festas que era hábito fazer-se no segundo domingo de Outubro. Esta organização foi enganada, celebrando-se missa rezada, com fogo, de forma a convidar o povo para colectar as ofertas.
Mais tarde empenharam-se para que fosse concedido a comemoração das festas, iniciando o arraial com romaria. Isto originou novas discórdias, mas acabaram por ser superadas quando a Capela de Nossa Senhora do Livramento foi para venda, acabando por ser adquirida pela fábrica da Igreja Paroquial.
Assim voltou a estar tudo em ordem, a festa de Nossa senhora do Livramento, que costuma concretizar-se no segundo domingo de Outubro, é a festividade mais concorrida por gente de fora da paróquia. Do Leste e de oeste, e de São Vicente afluem os romeiros, que vinham em peregrinação, como para o divertimento que a festa proporcionava, com a venda de banana, vinho e a matança de vacas para venda nas barracas.
Uma das atracções desta festa e o cortejo de açucenas que são apanhadas nas serras do Loreto, no Arco da Calheta.  

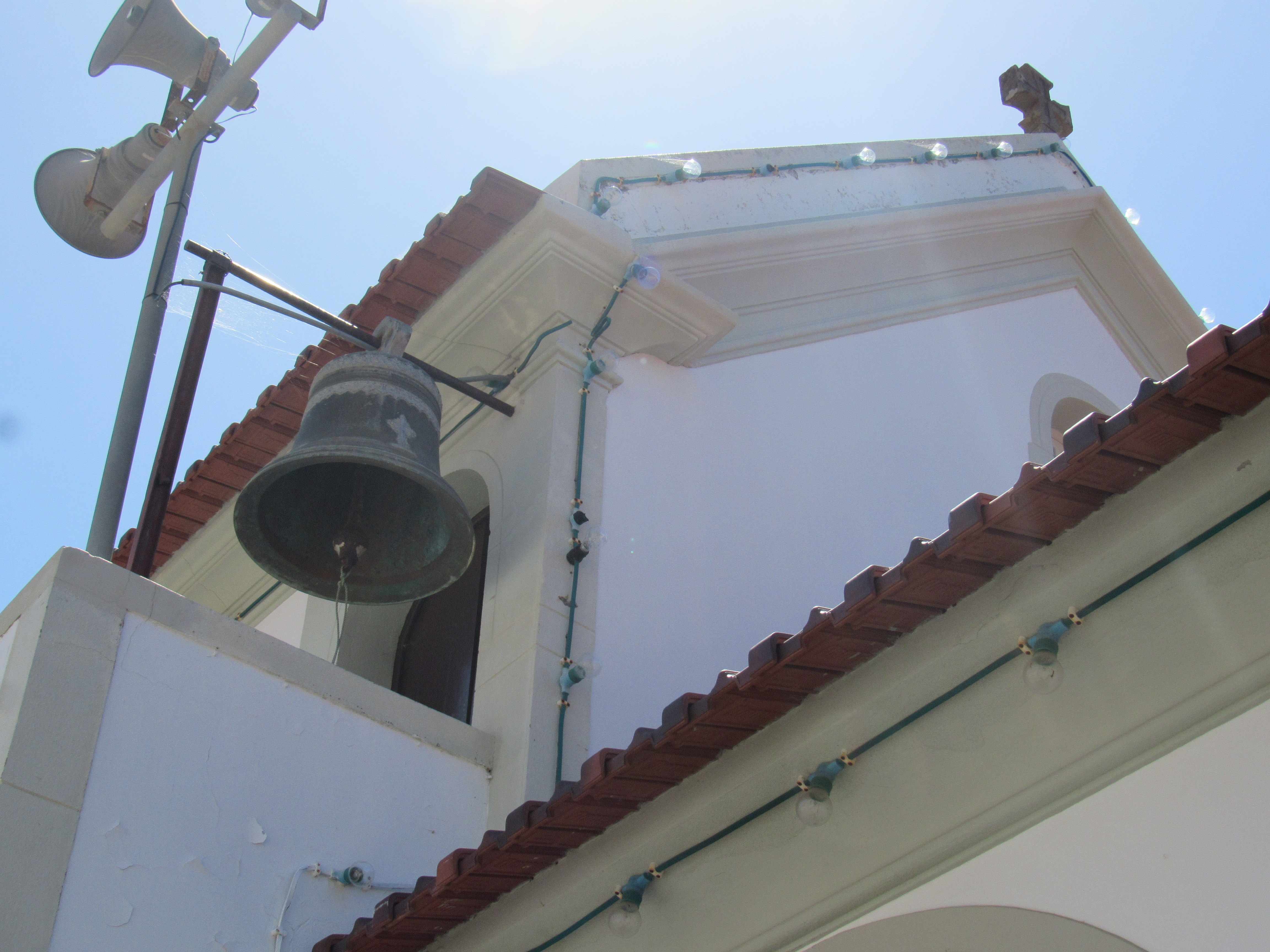
Torre Sineira da Capela de Nossa Senhora do Livramento

Nesta capela encontramos um estilo maneirista e revivalista com uma planta longitudinal simples, a sacristia ao lado direito com uma pequena sineira e um altar com quatro pequenas imagens, que foram presenteadas pelos fiéis. Estas imagens representam a Santa Teresinha do Menino Jesus e de Santa Rita de Cássia, e as mais antigas são duas estatuetas de S. Francisco de Assis e de Santo António de Lisboa.
A Capela de Nossa Senhora do Livramento representa a devoção que os fiéis tem para com esta senhora, além da devoção das pessoas da freguesia, as que são fora também são devotas e ordenam executar promessas feitas a Nossa Senhora do Livramento.